# Bistrica (Jajce)
Pour les articles homonymes, voir Bistrica.
Bistrica (en cyrillique : Бистрица) est un village de Bosnie-Herzégovine. Il est situé dans la municipalité de Jajce, dans le canton de Bosnie centrale et dans la fédération de Bosnie-et-Herzégovine. Selon les premiers résultats du recensement bosnien de 2013, il compte 1 016 habitants.

## Démographie

### Évolution historique de la population
| 1948 | 1953 | 1961 | 1971 | 1981  | 1991  | 2013  |
| ---- | ---- | ---- | ---- | ----- | ----- | ----- |
| -    | -    | 615  | 767  | 1 026 | 1 236 | 1 016 |

|  |

### Communauté locale
En 1991, la communauté locale de Bistrica comptait 1 887 habitants, répartis de la manière suivante :